# Lee Altus
Lee Altus (Odessza, Ukrajna, 1966. május 13. –) ukrán születésű amerikai gitáros, aki az 1980-as években kezdte karrierjét a Heathen zenekar tagjaként, majd az 1990-es években  csatlakozott a német Die Krupps zenekarhoz. A 2000-es évek közepe óta tagja az Exodus együttesnek, de egy kis időre megfordult az Angel Witch heavy metal zenekarban is.

## Zenei pályafutása
Egy karmester és egy operaénekes fiaként látta meg a napvilágot, gyerekkorában profi jégkorongjátékos szeretett volna lenni. 16 éves korában családjával Kaliforniába költözött, szülei ekkor vették meg neki az első gitárját. Napi 15 órát gyakorolt, nagyrészt kedvenc lemezeit hallgatva. Kedvenc hard rock gitárosai nagyban befolyásolták, de a komolyzenei frázisok iránt is érdeklődött, ugyanis Ritchie Blackmore mellett Uli Jon Roth is hatással volt rá, csakúgy mint Michael Schenker, Gary Moore és John Sykes.
Első zenekara a Heathen volt, amelynek alapító tagja és fő dalszerzője is egyben. Az együttes 1984-ben San Franciscóban alakult, első albumuk pedig 1987-ben jelent meg Breaking the Silence címmel. Az együttes a Bay Area környékbeli thrash metal mozgalom képviselője volt, ennek megfelelően agresszív és komplex thrash metalt játszottak, némi speed metal és heavy metal hatással. Második albumuk 1991-ben Victims of Deception címmel jelent meg, amelyet elődjéhez hasonlóan csak egy szűk réteg fogadott kitörő lelkesedéssel. Ennek oka többek között az volt, hogy váltásokkal teli, progresszív törekvésektől sem mentes komplex zenéjük, csak az underground metal rajongóinak körében aratott tetszést. Még az album megjelenése előtt, 1990-ben Altus neve is felmerült Dave Mustaine listáján, aki éppen a Megadethbe keresett új gitárost Jeff Young helyére. Altus végül visszautasította az ajánlatot, mert a kábítószerektől sem idegenkedő zenekarban, igencsak feszült légkör uralkodott. Így Marty Friedman lett a Megadeth új gitárosa.
A Heathen 1992-ben feloszlott, Altus ezt követően Németországba költözött. Itt egy, a Rock Hard magazinnak dolgozó barátja mutatta meg neki a Die Krupps nevű indusztriálismetal-együttes zenéjét, ami megtetszett a gitárosnak. A hír eljutott a német zenekarhoz is, így felkérték Altust, hogy csatlakozzon hozzájuk. A gitáros három nagylemezen játszott a Die Krupps tagjaként az 1992 és 1997 közötti időszakban.
1993 és 1995 között tagja volt az Angel Witch zenekarnak is, lemezt azonban nem készítettek vele. 2001-ben az Amerikai Egyesült Államokba költözve, újjáalakította a Heathent, Ira Black gitárossal, Mike Jastremski basszusgitárossal és Dave White énekessel. Részt vettek a Thrash of the Titans nevű turnén, melyet a Testament-énekes, a rákban szenvedő Chuck Billy megsegítésére szerveztek. Szerzői kiadásban egy EP-t jelentettek meg, majd Altus 2005-ben csatlakozott az Exodushoz, ahol a H-team egyik tagját Rick Hunoltot pótolta. Ezért a Heathen visszatérő lemeze csak 2009-ben jelent meg The Evolution of Chaos címmel. 2005 óta az Exodus tagjaként öt lemezen szerepelt (Shovel Headed Kill Machine, The Atrocity Exhibition… Exhibit A, Let There Be Blood, Exhibit B: The Human Condition, Blood In, Blood Out), de saját zenekara a Heathen sem oszlott fel.

## Hangszerei, felszerelése
Jelenleg az ESP gitárok endorsere, de korábban előszeretettel használt, Jackson King V gitárokat is. Hosszú időn keresztül Mesa/Boogie erősítőket használt, azonban már egy ideje ENGL erősítőket használ mint a cég endorsere.

## Diszkográfia

### Heathen
- 1987: Breaking the Silence
- 1991: Victims of Deception
- 2010: The Evolution of Chaos

### Die Krupps
- 1993: II – The Final Option
- 1995: III – Odyssey of the Mind
- 1997: Paradise Now

### Exodus
- 2005: Shovel Headed Kill Machine
- 2007: The Atrocity Exhibition… Exhibit A
- 2008: Let There Be Blood
- 2010: Exhibit B: The Human Condition
- 2014: Blood In, Blood Out